# Okular
Okular (précédemment KPDF) est la visionneuse de documents de KDE permettant de lire le format PDF et d’autres formats de documents paginés et d’images. Ce logiciel est basé sur KPDF mais remplace aussi KGhostView, KFax, KFaxview, KDVI dans KDE 4.
Il peut aussi être incorporé comme composant d'interface graphique dans d’autres applications.

## Historique
Okular a démarré lors du Google Summer of Code en 2005 ; Piotr Szymanski est l’étudiant qui a été retenu,.
Okular remplace KPDF à partir de KDE 4, permettant de proposer la même interface pour la lecture des PDF que pour celle d’autres types de documents.
En février 2022, l’organisation institutionnelle allemande l’Ange bleu qui examine les produits sur des critères environnementaux décerne son premier label pour un logiciel à Okular.

## Formats gérés
Il prend en charge les formats de fichiers suivants :
- Portable Document Format (PDF) avec le backend Poppler
- PostScript (PS) avec le backend libgs
- Tagged Image File Format (TIFF) avec le backend libTIFF
- Microsoft Compiled HTML Help (CHM) avec le backend libCHM
- DjVu avec le backend DjVuLibre
- Device independent (DVI)
- XML Paper Specification (XPS)
- OpenDocument format (ODF)
- FictionBook (fb2)
- ComicBook
- Plucker
- EPUB (format)
- Télécopie (fax)
- Mobipocket (mobi)
- Divers formats d’images
- Markdown